# Солдатов, Алексей Анатольевич
Алексей Анатольевич Солдатов (род. 25 ноября 1951, Москва) — российский учёный, предприниматель и государственный деятель.
Один из основоположников интернета в России: с 1974 по 2008 год работал в Курчатовском институте, где под его руководством в 1990 году была создана первая в СССР научная сеть с выходом в интернет. Учредитель и президент (1992—2002) «Релкома». С 2008 по 2010 год — заместитель министра связи и массовых коммуникаций РФ.
Автор более 60 научных работ, доктор физико-математических наук (1986).

## Биография
- В 1974 году окончил Московский инженерно-физический институт по специальности «теоретическая ядерная физика».
- С 1974 по 2008 года работал в Институте атомной энергии им И. В. Курчатова (Российский научный центр «Курчатовский институт»), прошел путь от научного сотрудника до заместителя директора Центра.
- В 1979 году защитил диссертацию на соискание степени кандидата физико-математических наук по теме «Процессы конверсионного типа в атомных и мезоатомных системах»[2].
- В 1985 году возглавил вычислительный центр ИАЭ им И. В. Курчатова.
- В 1986 году защитил диссертацию на соискание степени доктора физико-математических наук по теме «Эффекты конверсионных процессов в атомах и мю-мезоатомах, внедренных в конденсированную среду»[3].
- С 1992 года — президент и сопредседатель совета директоров АО «Релком»[4].
- С 1995 по 1998 — советник генерального директора Федерального агентства правительственной связи и информации при Президенте РФ, руководитель проекта «Деловая сеть».
- С 2006 по 2008 — декан факультета нанотехнологий и информатики МФТИ
- С 2008 по 2010 — заместитель министра связи и массовых коммуникаций РФ, руководитель проекта «Суперкомьютеры и ГРИД-технологии». Действительный государственный советник Российской Федерации 3 класса.
- C 2010 по 2012 гг. — проректор МГУ им М. В. Ломоносова.
- С 2012 года — советник ректора МГУ им М. В. Ломоносова, начальник управления информатизации,
- С 2014 года — заведующий кафедрой «Компьютерное инженерное моделирование», МИФИ.
- С 2014 года — учредитель (50 %) чешской компании Reliable Communications s.r.o., которой АНО РосНИИРОС в 2018 году передала 490 тысяч IPv4-адресов[5].

### Уголовное дело
13 декабря 2019 года заключён под домашний арест до 28 января 2020 года в связи с подозрениями в особо крупном мошенничестве. Мошенничеством правоохранительные органы сочли передачу этих адресов. Они считаются дефицитными, так как пространство IPv4-адресов исчерпывается, рыночную стоимость переданного блока адресов оценили в 600 миллионов рублей. В конце декабря 2019 года регистратор RIPE NCC вернул адреса в российскую юрисдикцию. В качестве настоящей причины преследования назывались права на доменную зону .su, администратором которой был «Фонд развития Интернет», принадлежащий Алексею Солдатову и Алексею Шкиттину. В августе 2020 года домен .su был передан под управление РосНИИРОС, а в сентябре Алексей Солдатов был отпущен под подписку о невыезде. В феврале 2022 года статью обвинения изменили с мошенничества на злоупотребление полномочиями.
22 июля 2024 неизлечимо больного Алексея Солдатова приговорили к двум годам колонии по обвинению в «злоупотреблении полномочиями». Этапирован в Рязань.

## Научная деятельность
Область научных интересов:
- использование тонких механизмов ядерно-электронных взаимодействий в качестве метода исследования электронной структуры вещества
- компьютерные сети
- суперкомпьютеры и Грид
- компьютерное инженерное моделирование

## Общественная и образовательная деятельность

### У истоков российского Интернета
А. А. Солдатов — один из пионеров развития компьютерных сетей в России.
- В 1990 году под его руководством на базе вычислительного центра Института атомной энергии им. И. В. Курчатова (ныне РНЦ «Курчатовский Институт») была создана первая отечественная научная сеть с выходом во всемирную сеть Интернет.
- В 1992 году Солдатов стал учредителем первого в стране коммерческого интернет-провайдера РЕЛКОМ. В последующие годы А. А. Солдатов продолжал активно развивать инфраструктуру российского сегмента Интернета.
- В 1992 году по его инициативе и определяющем участии был создан РосНИИРОС (Российский научно исследовательский институт развития общественных сетей). РосНИИРОС более двадцати лет был головной организацией по развитию компьютерных сетей для науки и образования в стране, а также администратором национального домена .ru. В настоящее время А. А. Солдатов является Членом наблюдательного совета РосНИИРОС.
- В 2000 году был создан Фонд Развития Интернет одним из инициаторов которого был А. А. Солдатов, в настоящее время он является председателем Наблюдательного совета Фонда Развития Интернет.
- В 1992 году А. А. Солдатов стал одним из инициаторов ассоциации РЕЛАРН, которая объединила пользователей научно-образовательных сетей страны.
- В 2008—2010 годах А. А. Солдатов руководил проектом «Развитие суперкомпьютеров и ГРИД-технологий» Комиссии при Президенте РФ по модернизации и технологическому развитию экономики РФ.
- В 2009 году он стал инициатором проведения Года безопасного Интернета в России, в рамках которого были определены долгосрочные векторы деятельности IT-компаний по обеспечению безопасности детей и подростков в Интернете.
- В 2009 году по инициативе А. А. Солдатова была основана Национальная ассоциация исследовательских и научно-образовательных электронных инфраструктур «e-АРЕНА».

### Инновационные направления в науке

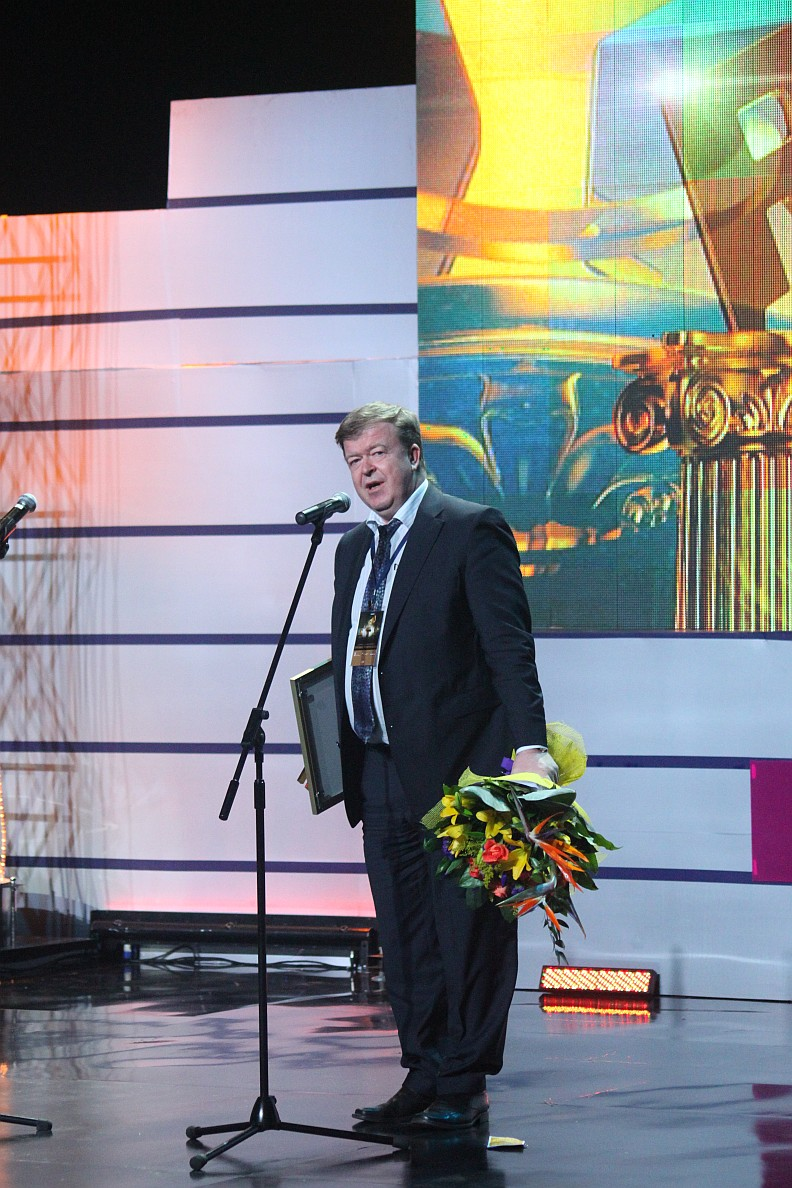
Солдатов получает «Премию Рунета» в 2010 году

Развитие новых IT-технологий потребовало подготовки специалистов соответствующих специальностей, и А. А. Солдатов возглавил факультет нанотехнологий и информатики МФТИ и кафедру информатики этого факультета (2006—2008 гг.).
В должности заместителя министра связи массовых коммуникаций РФ А. А. Солдатов руководил проектом «Суперкомпьютеры и ГРИД технологии».
В настоящее время А. А. Солдатов развивает направление компьютерного инженерного моделирования — его внедрение в инженерную практику и разработку программных средств для такого моделирования. Для подготовки специалистов в этой области в МИФИ в 2014 году была создана кафедра «Компьютерного инженерного моделирования», заведующим которой стал А. А. Солдатов.

## Премии и награды
- Награждён Почётной грамотой Президента Российской Федерации (24 мая 2010) и Благодарностью Министра связи и массовых коммуникаций[15] (16 ноября 2010).
- Дважды лауреат Курчатовской премии.
- Дважды Лауреат Премии Рунета.[16][17]

## Личная жизнь
Жена — Галина Владимировна Солдатова (род. 1956) — советский и российский психолог, профессор, академик РАО.
Сын — Андрей Солдатов (род. 1975) — российский журналист-расследователь, специализирующийся на освещении спецслужб и интернета.
По сообщению СМИ на лето 2024 года, Солдатов неизлечимо болен.